# Schizogyne
Schizogyne é um género botânico pertencente à família Asteraceae.
O género é composto por 5 espécies descritas e destas apenas 3 aceites.
Trata-se de um género reconhecido pelo sistema de classificação filogenética Angiosperm Phylogeny Website.

## Taxonomia
O género foi descrito por Alexandre Henri Gabriel de Cassini e publicado em Dictionnaire des Sciences Naturelles [Second edition] 56: 23. 1828.

## Espécies
As espécies aceites para este género são:
- Schizogyne glaberrima DC.
- Schizogyne obtusifolia Cass.
- Schizogyne sericea (L.f.) DC.